# 이창룡
이창룡(李昌龍, 1923년 2월 13일 ~ 2016년 12월 1일)은 대한민국의 대학교수이자 국문학자이다. 건국대학교 국문과 교수를 역임했다. 비교문학, 고전시가 부문에서 업적을 남겼다. 배우자는 최영자 한국외국어대학교 영문학과 명예교수이다.

## 학력
- 함경북도 경성고등보통학교 졸업
- 서울대학교 사범대학 국어교육학과 학사
- 서울대 대학원 국어교육학과 교육학 석사
- 성대 대학원 국어국문학과 문학박사

## 경력
- 서울여자상업고등학교 교사
- 성균관대학교 전임강사
- 건국대학교 국어국문학과 교수
- 한국국어교육연구회 이사
- 국제비교문학회 총회 한국대표
- 문화교육부 교육정책심의위원
- 동방문학비교연구회. 도남학회등 창립발기인
- 건국대학교 인문과학연구소 소장
- 건국대학교 국어국문학과 학장
- 건국대학교 교육대학원 운영위원
- 1988년 ~ 건국대학교 명예교수
- 1990년 중앙대학교 대우교수
- 함경북도 문화재위원회 위원
- 서울대학교 사범대 총동창회 고문
- 경성고등보통학교 총동창회 회장

## 상훈
- 국민훈장 동백장
- 서울특별시교육위원회 교육공로상
- 대한교육연합회 교육대상
- 건국대학교 학술교육상
- 문화교육부 장관 교육공로상
- 함경북도 문화상